# Moses Yoofee Vester
Moses Yoofee Vester (* 22. Januar 1999 in Berlin) ist ein deutscher Fusion- und Jazzmusiker (Keyboard, Komposition).

## Leben und Wirken
Vester, der schon früh als Jazzpianist öffentlich auftrat, besuchte das Musikgymnasium Carl Philipp Emanuel Bach in Berlin, wo ihn Wolfgang Köhler unterrichtete. Ab 2019 studierte er am Jazzinstitut Berlin und nahm an mehreren Meisterkursen teil, darunter ein 5-Wochen-Programm am Berklee College of Music in Boston, bei Barry Harris und die European Jazz Academy mit Jiggs Whigham, Ack van Rooyen und Florian Weber.
Als Produzent und Komponist veröffentlichte Vester mehrere EPs und Singles. Weiterhin arbeitete er mit Daniel Caesar, Marteria, Keine Musik, Charli Brix und Peter Fox.
2020 gründete er sein Moses Yoofee Trio mit Noah Fürbringer (Schlagzeug) und Roman Klobe-Barangă (Bass), das 2023 seine Debüt-EP Ocean veröffentlichte und Studiokonzerte bei Radio Eins spielte. 2024 erhielt es den Deutschen Jazzpreis in der Kategorie „Liveact des Jahres.“ Im Februar 2025 erschien das erste volle Album MYT auf Leiter.